# Cantar es lo que soy
Violetta - Cantar Es Lo Que Soy (título original), Cantar É O Que Sou (no Brasil) e A Música É O Meu Mundo (em Portugal) é o segundo CD e o primeiro DVD da telenovela do Disney Channel Violetta e contém 10 músicas inéditas, em versões física e digital. A Versão física contém 10 vídeos em versão Sing Along, e 10 vídeos karaokê. O DVD karaokê não foi lançado no Brasil.

## Lançamento e certificação
O álbum foi gravado durante as filmagens da primeira temporada da série. Ele foi lançado 29 de novembro de 2012 na América Latina e contém um CD com dez músicas e um DVD com karaokê e versão não-instrumental das músicas.
No Brasil, foi publicado em 13 de março de 2013, sob o título Cantar É O Que Sou.
Na Itália, foi publicado em 18 de março de 2013, sob o título Violetta: La musica è il mio mondo. Durante a primeira semana após a publicação no país atingiu a primeira posição no ranking. O álbum marcou disco triplo platina na Argentina, platina no Uruguai, ouro na Venezuela, Colômbia e Chile..
Na Espanha, foi publicado sob o título Violetta: La Música Es Mi Mundo.
Em Portugal, foi publicado em 12 de Maio de 2014, sob o título Violetta: A Música é o Meu Mundo.

## Faixas

### Edição para América Latina, Brasil e Portugal
| CD  | |         |  |
| N.º | Título | Duração |  |
| 1.  | "Ser mejor" (Elenco de Violetta)                                                                           | 3:25    |  |
| 2.  | "En mi mundo (Versão Bilingue Espanhol/Inglês)" (Martina Stoessel e College 11)                            | 3:35    |  |
| 3.  | "Tu foto de verano" (Jorge Blanco, Nicolás Garnier, Samuel Nascimento, Rodrigo Velilla e Facundo Gambandé) | 2:49    |  |
| 4.  | "Mi perdición" (Martina Stoessel e Rock Bones)                                                             | 3:21    |  |
| 5.  | "Te esperaré" (Jorge Blanco)                                                                               | 3:02    |  |
| 6.  | "Verte de lejos" (Pablo Espinosa)                                                                          | 2:44    |  |
| 7.  | "Cuando me voy" (Jorge Blanco, Samuel Nascimento, Facundo Gambandé, Nicolas Garnier e Rodrigo Velilla)     | 2:55    |  |
| 8.  | "Ahí estaré" (Mercedes Lambre e Facundo Gambandé)                                                          | 3:13    |  |
| 9.  | "Podemos" (Jorge Blanco e Martina Stoessel)                                                                | 3:21    |  |
| 10. | "Tienes el talento" (Elenco de Violetta)                                                                   | 2:06    |  |

| DVD | |         |  |
| N.º | Título | Duração |  |
| 1.  | "En mi mundo" (Martina Stoessel)                                                                                     | 3:31    |  |
| 2.  | "Juntos somos más" (Mercedes Lambre,Facundo Gambandé, Lodovica Comello e Candelaria Molfese)                         | 2:57    |  |
| 3.  | "Te creo" (Martina Stoessel)                                                                                         | 3:58    |  |
| 4.  | "Entre tú y yo" (Pablo Espinosa)                                                                                     | 3:24    |  |
| 5.  | "Voy por ti" (Jorge Blanco)                                                                                          | 2:28    |  |
| 6.  | "Habla si puedes" (Martina Stoessel)                                                                                 | 3:24    |  |
| 7.  | "Tienes todo" (Pablo Espinosa e Martina Stoessel)                                                                    | 3:44    |  |
| 8.  | "Are you ready for the ride?" (Facundo Gambandé, Jorge Blanco, Nicolás Garnier, Rodrigo Velilla e Samuel Nascimento) | 2:53    |  |
| 9.  | "Junto a ti" (Lodovica Comello e Martina Stoessel)                                                                   | 2:42    |  |

### Edição para Itália
| CD  |                                    |         |  |
| N.º | Título                             | Duração |  |
| 11. | "Nel mio mondo" (Martina Stoessel) | 3:34    |  |

| DVD |                                    |         |  |
| N.º | Título                             | Duração |  |
| 10. | "Nel mio mondo" (Martina Stoessel) | 3:35    |  |

### Edição para França
| CD  |                                     |         |  |
| N.º | Título                              | Duração |  |
| 11. | "Dans mon monde" (Cynthia Tolleron) | 3:34    |  |

| DVD |                                     |         |  |
| N.º | Título                              | Duração |  |
| 10. | "Dans mon monde" (Cynthia Tolleron) | 3:35    |  |

## Posições e certificações
| Listas (2012) | Máxima Posição |
| ------------- | -------------- |
| Italia        | 1              |

### Listas de desempenho Itália
| Posição | 1 | 1 |

### Certificação
| Região    | Certificações |
| --------- | ------------- |
| Espanha   | 2x Platina    |
| Chile     | Ouro          |
| Argentina | 3× Platina    |
| Uruguai   | 1x Platina    |
| Venezuela | Ouro          |